# 7059 Van Dokkum
7059 Van Dokkum eller 1990 SK3 är en asteroid i huvudbältet som upptäcktes den 18 september 1990 av den amerikanske astronomen Henry E. Holt vid Palomarobservatoriet. Den är uppkallad efter astronomen Pieter van Dokkum.